# Liste der Monuments historiques in Willgottheim
Die Liste der Monuments historiques in Willgottheim führt die Monuments historiques in der französischen Gemeinde Willgottheim auf.

## Liste der Bauwerke
| Bezeichnung       | Beschreibung                                                   | Standort                     | Kennzeichnung | Schutzstatus | Datum | Bild           |
| ----------------- | -------------------------------------------------------------- | ---------------------------- | ------------- | ------------ | ----- | -------------- |
| Kirche St-Maurice | Chorturm um 1170 oder 1180, Schiff von 1732, 1828/29 erweitert | Place du Curé Bertome (Lage) | PA00085236    | Classé       | 1900  | weitere Bilder |

## Liste der Objekte
| Bezeichnung                          | Beschreibung | Standort                        | Kennzeichnung | Schutzstatus   | Datum     | Bild           |
| ------------------------------------ | --- | ------------------------------- | ------------- | -------------- | --------- | -------------- |
| Hauptaltar                           | Altartisch, Tabernakel, Retabel und zwei Skulpturen; Holz, farbig gefasst und vergoldet, zwischen 1771 und 1773        | in der Kirche St-Maurice (Lage) | PM67000447    | Classé         | 1975      | weitere Bilder |
| Rokoko-Tabernakel                    | Lindenholz, farbig gefasst und vergoldet, Mitte des 18. Jahrhunderts                                                   | in der Kirche St-Maurice (Lage) | PM67001488    | Inscrit        | 1995      |                |
| Orgel                                | Ensemble aus PM67001106 und PM67000449                                                                                 | in der Kirche St-Maurice (Lage) | PM67001105    | Inscrit Classé | 1974 1980 | weitere Bilder |
| Orgelprospekt                        | 1835 von Joseph Stiehr gebaut                                                                                          | in der Kirche St-Maurice (Lage) | PM67001106    | Inscrit        | 1974      | weitere Bilder |
| Instrumentalteil der Orgel           | 1835 von Joseph Stiehr gebaut                                                                                          | in der Kirche St-Maurice (Lage) | PM67000449    | Classé         | 1980      | weitere Bilder |
| Skulpturennische                     | Eichenholz, farbig gefasst und vergoldet, Anfang des 18. Jahrhunderts                                                  | in der Kirche St-Maurice (Lage) | PM67000674    | Classé         | 1991      |                |
| Pietà                                | 15. oder 16. Jahrhundert                                                                                               | in der Kirche St-Maurice (Lage) | PM67001390    | Inscrit        | 1988      |                |
| Expositionsnische mit Baldachin      | Holz, vergoldet, Mitte des 19. Jahrhunderts                                                                            | in der Kirche St-Maurice (Lage) | PM67001392    | Inscrit        | 1988      |                |
| Zwei Seitenaltäre                    | jeweils Altartisch, Retabel und zwei Gemälde; Holz, farbig gefasst, sowie Ölfarbe auf Leinwand, zwischen 1776 und 1780 | in der Kirche St-Maurice (Lage) | PM67000448    | Classé         | 1975      |                |
| Skulptur Madonna mit Kind            | Lindenholz, farbig gefasst und vergoldet, 16. und 17. Jahrhundert                                                      | in der Kirche St-Maurice (Lage) | PM67000673    | Classé         | 1991      | weitere Bilder |
| Kelch                                | Glas und Bergkristall, Ende des 18. Jahrhunderts                                                                       | in der Kirche St-Maurice (Lage) | PM67001388    | Inscrit        | 1988      |                |
| Beichtstuhl                          | Eichenholz, bemalt, Mitte des 18. Jahrhunderts                                                                         | in der Kirche St-Maurice (Lage) | PM67001389    | Inscrit        | 1988      |                |
| Grabdenkmal für Jean-Jacques Bertome | Stein, 1771 | in der Kirche St-Maurice (Lage) | PM67000518    | Classé         | 1990      |                |
| Kanzel                               | Holz, bemalt und vergoldet, erste Hälfte des 18. Jahrhunderts                                                          | in der Kirche St-Maurice (Lage) | PM67000519    | Classé         | 1990      | weitere Bilder |
| Kelch                                | Silber, vergoldet, Email, Edelsteine, 1863                                                                             | in der Kirche St-Maurice (Lage) | PM67001391    | Inscrit        | 1988      |                |
| Sakristeischrank                     | Eichenholz, 1732 | in der Kirche St-Maurice (Lage) | PM67001393    | Inscrit        | 1988      |                |